# Tíjola
Tíjola er en by og kommune i det sydøstlige Spanien i provinsen Almería. Den har et indbyggertal på 3.549 (2024) indbyggere.